# Het geheim van Macu Ancapa
Het geheim van Macu Ancapa is het 57ste stripverhaal van Jommeke. De reeks wordt getekend door striptekenaar Jef Nys.

## Personages
- Jommeke
- Flip
- Filiberke
- Pekkie
- Choco
- professor Gobelijn
- Pedro
- de Inca's Macu Ancapa, Paco en Ranka
- kleine rollen : Marie, Theofiel, Annemieke, Rozemieke, ...

## Verhaal
Op een dag komt er bij Jommeke een Spaanssprekende papegaai, Pedro, aan. Hij brengt een boodschap van professor Gobelijn met de vraag om naar Machu Picchu in Peru te komen. Jommeke, Flip, Filiberke, Pekkie en Choco besluiten naar Peru te vertrekken. Pedro vertelt hun dat er een vliegende bol klaar staat bij de professor. Met dit nieuwe vliegtuig kunnen de vrienden in enkele uren Peru bereiken. Onderweg vertelt Pedro over zijn ontmoeting met de professor en het feit dat de professor in Machu Picchu iets ontdekt heeft waarvoor hij de hulp van Jommeke nodig had. De vrienden landen in de oude stad, maar verbergen de bol omdat hun missie geheim moet blijven. Twee Inca's, Paco en Ranka, merken hen echter op en volgen hen.
De vrienden vinden de professor niet meteen en Pedro toont hen een steen met inscripties die de professor vond. Ze besluiten de richting van de pijl te volgen en halen al snel de professor in. Ook de twee Inca's merken de steen op en besluiten de kinderen te volgen, nieuwsgierig naar de betekenis van de oude tekenen van hun voorvaderen. De professor vertelt dat hij op zoek is naar de schat van de Inca's die bij de inval van de Spanjaarden eeuwen geleden verborgen werd. Ze trekken verder door de onbewoonde streek en komen aan bij de 'Dode berg'. De Inca's blijven hen volgen ondanks hun angst voor de Dode Berg. Flip en Pedro ontdekken dat er een oude Inca op de berg woont. De vrienden maken kennis met de man, Macu Ancapa, aangezien de professor hun taal spreekt. Macu Ancapa vertelt hun dat hij de bewaker van de schat van de Inca's is. Hij moest de verborgen plaats al doorgegeven hebben aan een nieuwe jonge bewaker, maar is inmiddels te oud geworden om er nog een te gaan zoeken. Daarom vertelt hij de vrienden waar de schat ligt, op voorwaarde dat ze het geheimhouden. De schat mag enkel gebruikt worden als de Inca's weer een groot volk geworden zijn en zij de rijkdom met wijsheid kunnen benutten. Daarop trekken ze de Dode Berg in waar een grote berg goud ligt. Paco en Ranka hebben het gesprek afgeluisterd en sluiten de vrienden in de berg op. Ze menen dat de Inca's recht hebben op de schat en keren terug naar hun dorpen. Het verhaal eindigt wanneer de vrienden vaststellen dat ze opgesloten zitten.

## Achtergronden bij het verhaal
- Dit verhaal stopt halfweg en gaat verder in De strijd om de Incaschat. Dit is het enige verhaal van Jommeke dat in 2 strips verteld wordt. Eerder waren er wel al twee keer twee albums die naadloos op elkaar aansloten, maar de albums konden los van elkaar gelezen worden : namelijk Diep in de put en Met Fifi op reis enerzijds en De verloren zoon en De zeven snuifdozen anderzijds.
- In dit album komt de vliegende bol voor het eerst in zijn meest gebruikte vorm voor. Het zal nog enkele albums duren vooraleer de bol het algemene vervoermiddel van de professor en vrienden wordt, maar vanaf nu stelt de bol het hen mogelijk om verre verplaatsingen in korte tijd te doen.
- In dit album bezoeken de vrienden een echt land, Peru. De oude stad Machu Picchu wordt afgebeeld zoals de stad werkelijk is.
- De Miekes worden opnieuw uit het verhaal gehouden, ditmaal omdat Jommeke meent dat de missie voor hen misschien te gevaarlijk zal zijn.
- De papegaai Pedro spreekt het 'Jommekesspaans', maar de Inca's in het verhaal doen dat niet. Zij spreken hun eigen taal en bedienen in het verhaal dan ook van gewoon Nederlands.